# Hartlaubius auratus
Hartlaubius auratus е вид птица от семейство Скорецови (Sturnidae).

## Разпространение
Видът е разпространен в Мадагаскар.